# 4. Tarnowska Nagroda Filmowa
4. Tarnowska Nagroda Filmowa – odbyła się w dniach 7-10 czerwca 1990 roku.

## Filmy konkursowe
- 300 mil do nieba – reż. Maciej Dejczer
- Dotknięci – reż. Wiesław Saniewski
- Gdzieśkolwiek jest, jeśliś jest... – reż. Krzysztof Zanussi
- Kornblumenblau – reż. Leszek Wosiewicz
- Lawa – reż. Tadeusz Konwicki
- Ostatni dzwonek – reż. Magdalena Łazarkiewicz
- Ostatni prom – reż. Waldemar Krzystek
- Przesłuchanie – reż. Ryszard Bugajski
- Stan posiadania – reż. Krzysztof Zanussi
- Stan wewnętrzny – reż. Krzysztof Tchórzewski

## Laureaci
- Nagroda Grand Prix – Statuetka Leliwity: 
  - Przesłuchanie – reż. Ryszard Bugajski

- Nagroda Jury Młodzieżowego – Statuetka Kamerzysty: 
  - Kornblumenblau – reż. Leszek Wosiewicz

- Nagroda publiczności – Statuetka Maszkarona: 
  - Ostatni dzwonek – reż. Magdalena Łazarkiewicz

- Nagroda specjalna jury:
  - Wiesław Saniewski – Dotknięci

- Nagroda specjalna jury młodzieżowego:
  - Jacek Wójcicki – za rolę w filmie Ostatni dzwonek